# Institut für technologische Zukunftsforschung
Das Institut für technologische Zukunftsforschung (englisch: Institute for Prospective Technological Studies, JRC-IPTS) ist ein Forschungsinstitut der Gemeinsamen Forschungsstelle. Diese europäische Einrichtung ist eine Abteilung der Europäischen Kommission.
Das JRC-IPTS forscht multidisziplinär zu Fragen, die sowohl sozio-ökonomische als auch wissenschaftlich-technologische Aspekte betreffen. Beauftragt wird es von anderen Generaldirektionen, weiteren Einrichtungen der Europäischen Union, deren Mitgliedstaaten sowie internationalen Einrichtungen.
Thematisch wirkt das Institut hauptsächlich an der Konzeption und Entwicklung von Strategien der EU in den Bereichen Landwirtschaft, Lebensmittelsicherheit, Klimawandel, digitale Wirtschaft, kohlenstoffarme Wirtschaft und Ressourcenschonung mit. Es entwickelt ökonomische Modelle und wendet sie an, um kurz- und mittelfristige Prognosen zu erstellen. Es unterhält Technische Büros als Schaltstellen für den Erfahrungsaustausch und die Konsensbildung zu anspruchsvollen technisch-ökonomischen Fragestellungen. Weiterhin führt es Kosten-Nutzen-Analysen zu Themengebieten wie Beschäftigung, Umwelt, Wettbewerbsfähigkeit und Sicherheit durch. Dazu nutzt es Modellierungsverfahren und Datenbanken. Das Institut unterhält mehrere Wissensplattformen zur Unterstützung von Entscheidungsprozessen auf den Gebieten der Forschung und Innovation.
Das JRC-IPTS mit seinen etwa 280 Beschäftigten (Stand: 2014) wurde 1994 gegründet. Es ist in Sevilla angesiedelt und wird von John Bensted-Smith geleitet.